# Процесс ста сорока девяти
Процесс 149-ти (эст. 149 protsess) — судебный процесс над 149 коммунистами Эстонии, обвиненных в государственной измене. Процесс длился с 10 по 27 ноября 1924 г. В результате процесса один из обвиняемых — Яан Томп — был приговорен к смертной казни, 39 других — к пожизненной каторге. Процесс 149-ти стал одним из самых крупных судебных процессов в истории первой Эстонской Республики.

## Перед процессом
21 января 1924 года сотрудники полиции безопасности ворвались в клуб «Рабочий подвал» (эст. Tööliste kelder), где собрались на заседание 185 представителей рабочих организаций. Все данные о присутствовавших были зарегистрированы полицией, а председатели заседания — Хендрик Аллик, Пауль Кеэрдо и Яан Томп — были арестованы. В тот же день в Нарве был арестован депутат Рийгикогу второго созыва Владимир Кангур. Все они были обвинены в организации Рабочего народного единого фронта, бывшего легальным представительством КПЭ и имевшего в то время депутатскую фракцию в Рийгикогу.
Этот рейд полиции стал первым в серии операций, которые привели к аресту 200 человек, закрытию коммунистических организаций и газет, а также роспуску 229 рабочих обществ, по обвинению в неконституционной деятельности. Некоторым арестованным удалось бежать и они не предстали перед судом. В конечном итоге к ответственности были привлечены 149 человек, в том числе несовершеннолетние.

## Судебный процесс
Большинство обвиняемых не признали своей вины. Некоторые обвиняемые признали вину и сказали что делали это из-за денег. Из 149 обвиняемых 88 отказались от адвокатской защиты. Некоторые обвиняемые были осуждены заочно, часть подсудимых за протесты удалят из зала суда, как, например, депутата Рийгикогу Владимира Кангура или Яана Томпа, который будет предан военному суду и по его приговору расстрелян. Несколько членов парламента, включая Элисе Прикс, Эдуарда Лутса и Александра Риммеля, не будут арестованы и преданы суду из-за депутатской неприкосновенности.
Ответчикам были предъявлены различные обвинения. Весь обвинительный акт был объемом в 150 страниц. Наиболее часто инкриминируемым обвинением было «участие во всеэстонской секретной коммунистической организации».

## Вердикт
Вердикт был зачитан 27 ноября 1924 г.
- 39 человек были приговорены к пожизненной каторге;
- 28 человек были приговорены к 15 годам каторги, в том числе 7 несовершеннолетних[1];
- 6 человек были приговорены к 12 годам каторги;
- 19 человек были приговорены к 10 годам каторги;
- 6 человек были приговорены к 8 годам каторги;
- 15 человек были приговорены к 6 годам каторги;
- 5 человек были приговорены к тюремному заключению на 4 года;
- 11 человек были приговорены к тюремному заключению на 3 года.
- 7 подсудимых были оправданы по всем пунктам обвинения.
- Яан Томп за высказывание во время процесса "Да здравствует правительство рабочих и крестьян!", которое было расценено как призыв к свержению существующего строя, был передан военно-полевому суду, приговорен к смерти и вечером 14 ноября 1924 г. расстрелян в лесу Вальдеку.

## Последствия
Череда политических процессов над коммунистами, в том числе и крупнейший из них — процесс 149-ти — подтолкнули Коммунистическую партию Эстонии к началу вооруженного восстания первого декабря 1924 г.